# Meridià 164 a l'est
El meridià 164 a l'est de Greenwich és una línia de longitud que s'estén des del pol Nord travessant l'oceà Àrtic, Àsia, l'oceà Índic, l'oceà Antàrtic, Australàsia i l'Antàrtida fins al pol Sud.
El meridià 164 a l'est forma un cercle màxim amb el meridià 16 a l'oest. Com tots els altres meridians, la seva longitud correspon a una semicircumferència terrestre, uns 20.003,932 km. Al nivell de l'Equador, és a una distància del meridià de Greenwich de 18.256 km.

## De Pol a Pol
Començant en el pol Nord i dirigint-se cap al pol Sud, aquest meridià travessa:
| Coordenades                               | País, territori o mar   | Notes                                                                                              |
| ----------------------------------------- | ----------------------- | -------------------------------------------------------------------------------------------------- |
| 90° 0′ N, 164° 0′ E / 90.000°N,164.000°E  | Oceà Àrtic              | |
| 75° 22′ N, 164° 0′ E / 75.367°N,164.000°E | Mar de Sibèria Oriental | |
| 69° 44′ N, 164° 0′ E / 69.733°N,164.000°E | Rússia                  | Districte autònom de Txukotka Krai de Kamtxatka — des de 64° 52′ N, 164° 0′ E / 64.867°N,164.000°E |
| 62° 37′ N, 164° 0′ E / 62.617°N,164.000°E | Mar d'Okhotsk           | Badia de Pénjina                                                                                   |
| 61° 40′ N, 164° 0′ E / 61.667°N,164.000°E | Rússia                  | Krai de Kamtxatka — Península de Kamtxatka                                                         |
| 60° 1′ N, 164° 0′ E / 60.017°N,164.000°E  | Mar de Bering           | Golf de Karaguinski                                                                                |
| 59° 2′ N, 164° 0′ E / 59.033°N,164.000°E  | Rússia                  | Krai de Kamtxatka — illa Karaguinski                                                               |
| 58° 44′ N, 164° 0′ E / 58.733°N,164.000°E | Mar de Bering           | |
| 56° 0′ N, 164° 0′ E / 56.000°N,164.000°E  | Oceà Pacífic            | |
| 10° 29′ S, 164° 0′ E / 10.483°S,164.000°E | Mar del Corall          | |
| 20° 5′ S, 164° 0′ E / 20.083°S,164.000°E  | Nova Caledònia          | |
| 20° 16′ S, 164° 0′ E / 20.267°S,164.000°E | Mar del Corall          | |
| 25° 46′ N, 164° 0′ E / 25.767°N,164.000°E | Oceà Pacífic            | |
| 60° 0′ S, 164° 0′ E / 60.000°S,164.000°E  | Oceà Antàrtic           | |
| 70° 32′ S, 164° 0′ E / 70.533°S,164.000°E | Antàrtida               | Dependència de Ross, reclamat per Nova Zelanda                                                     |
| 74° 48′ S, 164° 0′ E / 74.800°S,164.000°E | Oceà Antàrtic           | Mar de Ross                                                                                        |
| 77° 42′ S, 164° 0′ E / 77.700°S,164.000°E | Antàrtida               | Dependència de Ross, reclamat per Nova Zelanda                                                     |